# Еів Елоон
Еів Елоон (ест. Eiv Eloon; *27 листопада 1945) — естонська письменниця, яка писала у жанрі наукової фантастики.

## Біографія
Народилася 27 листопада 1945 року в місті Тарту, Естонія. Її справжнє ім'я — Леа Соо, але свої твори писала під псевдонімом Еів Елоон. Перший роман письменниці — «Подвійні види» — побачив світ 1981 року. Продовження ж — «Подвійні види 2» — вийшло 1988 року. Вважається однією з перших естонських письменниць, які працювали над темою гендерної належності в контексті наукової фантастики.

## Опубліковані книги
- Kaksikliik (1981) — «Подвійні види»
- Kaksikliik 2 (1988) — «Подвійні види 2»